# Shooty
Shooty, właśc. Martin Šútovec (ur. 12 stycznia 1973 w Bratysławie) – słowacki karykaturzysta.

## Życiorys
Urodził się 12 stycznia 1973 roku w Bratysławie. W latach 1987–1991 kształcił się w szkole Stredná priemyselná škola grafická. Studiował w Katedrze Wzornictwa Graficznego Wyższej Szkoły Sztuk Pięknych w Bratysławie. Pracę dyplomową zatytułował Prostitúcia ako metóda sebarealizácie.
Od 2002 roku pracował dla gazety „SME”. W 2015 roku przeszedł do pisma „Denník N”.

## Nagrody
- 1997: Najkrajšie knihy Slovenska 1996 w kategorii „Wydruki okolicznościowe, książki małonakładowe i autorskie” za książkę Baestiarium[5]
- 2005: Novinárska cena(inne języki) 2004 w kategorii „Najlepszy dowcip rysunkowy, komiks, karykatura” za serię karykatur (SME)[6]
- 2006: Novinárska cena 2005 w kategorii „Najlepszy dowcip rysunkowy, komiks, karykatura” za serię karykatur (SME, Nový Čas pre ženy)[6]
- 2008: Novinárska cena 2007 w kategorii „Najlepszy dowcip rysunkowy, komiks, karykatura” za serię karykatur (SME)[6]
- 2018: Novinárska cena 2017 w kategorii „Najlepszy czesko-słowacki dowcip rysunkowy, komiks, karykatura“ za serię karykatur (Shooty, Denník N)[7]